# Snelwegparking Halle
De snelwegparking Halle is een geheel van twee verzorgingsplaatsen, Halle-West en Halle-Oost, aan de autosnelweg R0/E19 tussen de Belgische steden Brussel en Nijvel op het grondgebied van de gemeenten Halle en Kasteelbrakel. De snelwegparking van Halle is een van twee zulke complexen die zich op de taalgrens bevinden; het andere is Tienen/Hélécine. In noordelijke richting is de volgende verzorgingsplaats Ruisbroek, in zuidelijke richting is dat Nijvel. De parking is enkel uitgerust met vuilbakken en picknicktafels.
Onmiddellijk ten noorden van de snelwegparking bevindt zich het Hallerbos.